# Marina Marjuchnitj
Marina Volodymyrivna Marjuchnitj (ukrainska: Марюхнич Марина Володимирівна), född Manjuk (Манюк) 26 november 1982, är en volleybollspelare (center).
Marjuchnitj började spela volleyboll 1996 i sin hemstad Juzjne. Vid 16 års ålder gick hon in i Bila Tserkvas sportlyceum och spelade i fyra säsonger för det lokala laget AF Bila Tsverka, som spelade i Superliha (damer), den högsta serien i Ukraina. 2002-2005 tävlade hon för Kruh Tjеrkаsy, som under perioden kom trea i mästerskapet två gång. Hon flyttade 2004 till Chabarovsk i Ryssland för spel i VK Samorodok. Där blev hon också rysk medborgare. Hon gifte sig 2007 med Dmitri Marjuchnitj, och tog hans efternamn. Hon spelade för Samorodok under fyra säsonger och tog under denna period silver i ryska cupen och brons i ryska mästerskapet. Säsongerna 2008-2012 spelade hon för VK Uralochka-NTMK (förutom säsongen 2009-2010, då hon var mammaledig) och 2012-2016 spelade hon för VK Dinamo Krasnodar. 2016 skrev hon på ett kontrakt med klubben ZHVK Dinamo Kazan.
Marjuchnitj började sin karriär som motstående spiker, men vid EM 2003 använde förbundskapten Ihor Filishtynsky henne för första gången som center. Sedan 2010 har Marjuchnitj främst spelat i denna roll, även om hon i ett antal matcher spelat på sin gamla position.
Hon spelade 2002-2005 för Ukrainas landslag i kval- och finalturneringarna till EM 2003 och kvalturneringarna till EM 2005 och VM 2006.